# Woleajski jezik
Woleajski jezik (ISO 639-3: woe), mikronezijski jezik tručke podskupine, kojim govori 1 630 ljudi (1987 Yap popis) u federalnoj mikronezijskoj državi Yap, na otocima Woleai (Wottegai), Falalus, Seliap (Sulywap), Falalop (Falalap), Tegailap (Tagalap) i Lamotrek.
Ima dva dijalekta koja nose nazive po otocima: woleai i lamotrek (lamotrečki

## Vanjske poveznice
- Ethnologue (14th)
- Ethnologue (15th)